# Relator Especial sobre Sustancias Tóxicas y Derechos Humanos
El mandato del Relator Especial de las Naciones Unidas sobre Tóxicos y Derechos Humanos fue establecido en 1995 por la Comisión de Derechos Humanos de las Naciones Unidas .
En 1995, la Comisión de Derechos Humanos estableció el mandato de examinar las implicaciones para los derechos humanos de la exposición a sustancias peligrosas y desechos tóxicos . Esto incluía las implicaciones de tendencias como el tráfico ilícito y la liberación de productos tóxicos y peligrosos durante actividades militares, guerras y conflictos, desguace de barcos. Otras áreas incluidas en el mandato son los desechos médicos, las industrias extractivas (en particular, el petróleo, el gas y la minería), las condiciones laborales en los sectores manufacturero y agrícola, los productos de consumo, las emisiones ambientales de sustancias peligrosas de todas las fuentes y la eliminación de desechos.
En 2011, el Consejo de Derechos Humanos de la ONU afirmó que las sustancias y desechos peligrosos pueden constituir una grave amenaza para el pleno disfrute de los derechos humanos . Amplió el mandato para incluir todo el ciclo de vida de los productos peligrosos, desde la fabricación hasta la eliminación final. Esto se conoce como el enfoque de la cuna a la tumba . La rápida aceleración de la producción química sugiere la probabilidad de que se trate de una amenaza creciente, en particular para los derechos humanos de los segmentos más vulnerables de la sociedad.
La ONU afirma que las leyes internacionales de derechos humanos requieren que los estados tomen medidas activas para prevenir la exposición de individuos y comunidades a sustancias tóxicas. A menudo se considera que los miembros vulnerables de la sociedad son los más afectados. Entre éstos se incluyen personas en situación de pobreza, trabajadores, niños, grupos minoritarios, pueblos indígenas, migrantes, entre otros grupos vulnerables o susceptibles, con altos impactos de género.

## Experto independiente
El Relator Especial es designado por el Consejo de Derechos Humanos de la ONU. El experto designado está obligado por el Consejo de Derechos Humanos a examinar e informar a los Estados miembros sobre las iniciativas adoptadas para promover y proteger los derechos humanos implicados por la gestión inadecuada de sustancias y desechos peligrosos.

### Selección de temas sobre los que informa el Relator Especial
- En marzo de 2022, Human Rights Watch presentó un informe al Relator Especial sobre el mercurio, la minería de oro artesanal y en pequeña escala. El mercurio se usa en la minería para recuperar el oro del mineral. El mercurio, que es particularmente dañino para los niños, ataca el sistema nervioso central y puede causar daño cerebral y la muerte. El trabajo minero a menudo es realizado por niños trabajadores que tienen poca o falsa información sobre los riesgos del mercurio.[2]

- 2021 - Informe: Las etapas del ciclo de los plásticos y sus impactos en los derechos humanos

El informe destaca las implicaciones para los derechos humanos de los aditivos tóxicos en los plásticos y las etapas del ciclo de vida del plástico, incluidos los derechos de las mujeres, los niños, los trabajadores y los pueblos indígenas. Los productos químicos tóxicos se agregan comúnmente a los plásticos, causando graves riesgos para los derechos humanos y el medio ambiente. El Relator Especial presenta recomendaciones destinadas a abordar las consecuencias negativas de los plásticos en los derechos humanos.
- 2015 - Informe: Derecho a la Información sobre Sustancias y Residuos Peligrosos

En este informe, el Relator Especial aclara el alcance del derecho a la información a lo largo del ciclo de vida de las sustancias y los desechos peligrosos, identifica los desafíos que han surgido en la realización de este derecho y describe las posibles soluciones a estos problemas. Se discuten las obligaciones de los Estados y las responsabilidades de las empresas en relación con la implementación del derecho a la información sobre sustancias y desechos peligrosos.

### Experto independiente actual
- Dr. Marcos A. Orellana, 2020-actualidad[1]

### Expertos independientes anteriores
- Sr. Baskut Tuncak (Turquía/EE. UU.), 2014-2020
- Sr. Marc Pallemaerts (Bélgica), 2012-2014
- Sr. Calin Georgescu (Rumania), 2010-2012
- Sr. Okechukwu Ibeanu (Nigeria), 2004-2010
- Sra. Fatma Zohra Ouhachi-Vesely (Argelia), 1995-2004[1]